# Hatim Aït Oulghazi
Hatim Aït Oulghazi (* 23. Februar 2006) ist ein katarischer Leichtathlet marokkanischer Herkunft, der sich auf den Mittelstreckenlauf spezialisiert hat und der seit Januar 2024 international für Katar startberechtigt ist. Mit der katarischen 4-mal-400-Meter-Staffel wurde er 2025 in Gumi Asienmeister.

## Sportliche Laufbahn
Erste Erfahrungen bei internationalen Meisterschaften sammelte Hatim Aït Oulghazi im Jahr 2024, als er bei den U20-Asienmeisterschaften in Dubai in 3:50,76 min die Goldmedaille im 1500-Meter-Lauf gewann und sich über 800 Meter in 1:48,39 min die Silbermedaille sicherte. Zudem belegte er mit der katarischen 4-mal-400-Meter-Staffel in 3:10,61 min den vierten Platz. Anschließend gewann er bei den Arabischen U20-Meisterschaften in Ismailia in 1:50,82 min die Silbermedaille im 800-Meter-Lauf, ehe er sich bei den Westasienmeisterschaften in Basra in 1:47,87 min die Bronzemedaille hinter dem Kuwaiter Ebrahim al-Zofairi und Ali Amirian aus Iran gewann.  Daraufhin belegte er bei den Arabischen U23-Meisterschaften in Ismailia in 1:53,16 min den vierten Platz über 800 Meter und belegte bei den U20-Weltmeisterschaften in Lima in 1:47,96 min den sechsten Platz. Im Jahr darauf gelangte er bei den Asienmeisterschaften in Gumi mit 3:51,90 min auf dem zwölften Platz über 1500 Meter und siegte mit der Staffel in 3:03,52 min gemeinsam mit Abderrahman Samba, Bassem Hemeida und Ammar Ismail Yahia Ibrahim.

## Persönliche Bestleistungen
- 800 Meter: 1:45,65 min, 10. April 2025 in Doha
- 1500 Meter: 3:49,96 min, 8. Juli 2023 in Bursa